# 圖盧基夫
48°27′57″N 25°18′30″E / 48.46583°N 25.30833°E
圖盧基夫（烏克蘭語：Тулуків），是烏克蘭西部的村莊，隸屬伊萬諾-弗蘭科夫斯克州的科洛梅亞區。該村始建於1620年，面積5.12平方公里，2001年人口971，人口密度每平方公里189.7人。